# Octave Chanute
Pour les articles homonymes, voir Octave et Chanute.
Octave Chanute, né le 18 février 1832 à Paris et mort à Chicago le 23 novembre 1910, est un ingénieur américain d'origine française connu comme un des pionniers de l'aviation.

## Biographie
Octave Chanute est le fils de Joseph Chanute, professeur au Collège de France, qui s’est expatrié aux États-Unis en 1839. Il a mené une brillante carrière d’ingénieur dans plusieurs sociétés de chemins de fer de 1849 à 1890. Son intérêt pour l'aviation est apparu lors d'un voyage en Europe en 1875 ; retiré des affaires, il a consacré son temps à l'aviation naissante.
Avec ses capacités d'analyse scientifique et le sens du partage de l’information, il rassemble tous les documents dont il a entendu parler et entreprend de les diffuser, sous la forme d'articles publiés entre 1891 et 1893 dans le Railroad and Engineering Journal. Ces articles seront regroupés et publiés en 1894 sous le titre Progress in Flying Machines (Progrès dans les machines volantes). Cette étude exhaustive de l'état de l'art des « plus lourds que l'air » lui assure une grande notoriété.
Chanute concluait, en ces années 1890, que le problème essentiel à résoudre n'était ni la portance ni la propulsion mais la stabilité et le contrôle de la machine. Il indiquait avec clairvoyance que la maîtrise du vol mécanique passerait d'abord par la maîtrise du vol plané ; ce sera l'approche des frères Wright.

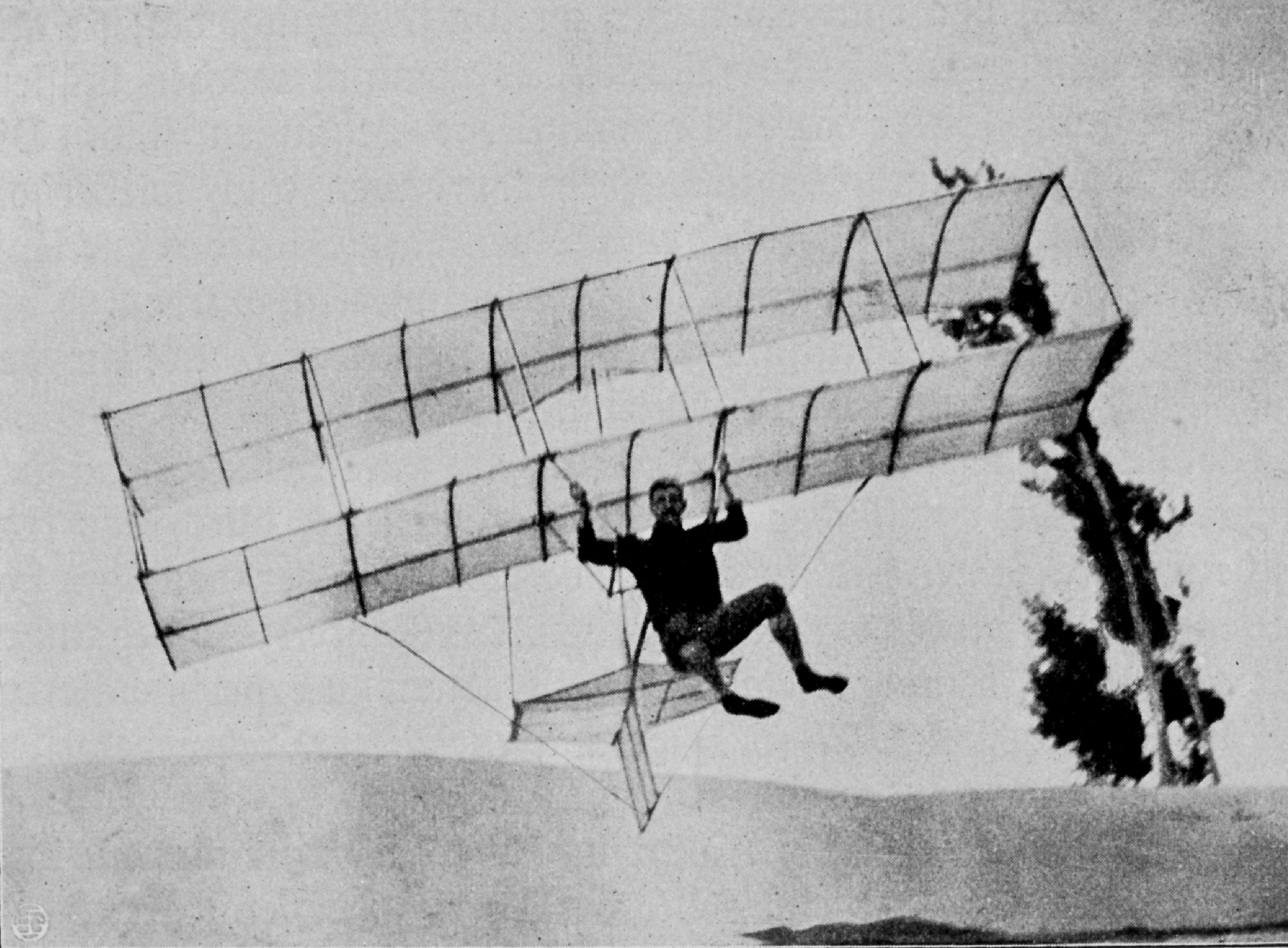
Planeur d'Octave Chanute en 1896.

En 1896, il entreprend avec Augustus Herring et William Avery la construction d’un planeur inspiré de ceux d’Otto Lilienthal. S’estimant trop âgé pour expérimenter lui-même, il engage trois jeunes aides. En juin, partant du haut des collines de sable qui bordent le lac Michigan, près de Chicago, ils testent plusieurs modèles de planeurs et, le 4 juillet, arrivent à parcourir une trentaine de mètres. Plusieurs centaines de glissades sont effectuées en 1896 et 1897 sans aucun accident. Le plus long parcours est de 109 m avec un angle de chute de 10 degrés.
Il a été un lien important entre les pionniers américains (en particulier les frères Wright, qui ont échangé de nombreux  courriers avec lui) et les Européens (Ferber, Santos-Dumont, etc.). En 1903, il vint en France présenter l'état de ses travaux devant la commission internationale aéronautique et l'Aéro-Club de France et en profita pour rencontrer Ferber à Nice.

## Commémoration
En 1915, la place Octave-Chanute fut créée dans le 20e arrondissement de Paris en hommage à ce grand homme.
La ville de Chanute, dans le Kansas, est nommée d'après Octave Chanute, tout comme l'ancienne base aérienne située près d'Aurora, dans le Colorado, qui fut mise hors service en 1993. L'ancienne base, maintenant tournée vers des activités plus pacifiques, comprend le Musée Octave Chanute, détaillant l'histoire de l'aviation en plus de celle de la base elle-même.
En 1902, la Société américaine des ingénieurs de l'Ouest instaura le Prix Octave Chanute pour le mérite dans le domaine de l'innovation technologique. De 1939 à 2005, l'Institut américain d'aéronautique et d'astronautique a remis un prix Chanute pour toute contribution exceptionnelle faite par des pilotes ou ingénieurs ayant contribué à l'avancement de la science et de la technologie en matière d'aéronautique.
En 1996, le Musée National américain de vol à voile, célébrant le centenaire des expériences de vol dans les dunes de sable situées le long du lac Michigan, désigna cet endroit comme point de report des compétitions de vol à voile.
Chanute est l'un des pionniers « infructueux » de l'aviation mentionnés dans la composition de Marc Blitzstein "The Airborne Symphony".
En 2003, dans le cadre de la célébration du 100e anniversaire du vol des frères Wright, la revue "Aviation Week & Space Technology" plaça Chanute 38e sur sa liste des 100 personnes les plus influentes sur ce qui fut le premier siècle de l'aéronautique.

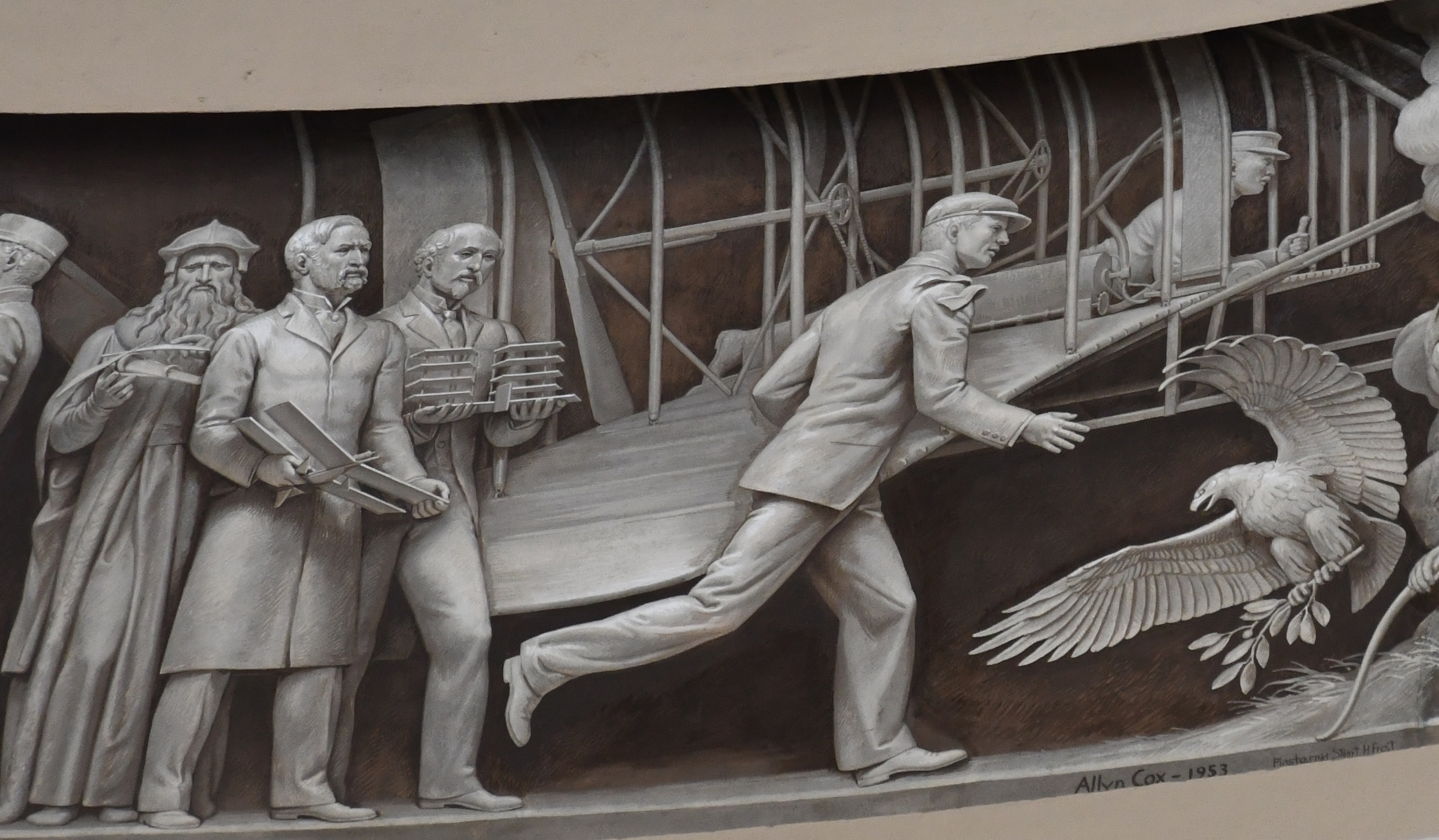
Détail de la frise de la rotonde du Capitole. De gauche à droite : Léonard de Vinci, Samuel Langley, Octave Chanute, les frères Wright.

Il figure sur la frise de la rotonde du Capitole, Washington DC, représentant l'histoire de l'Amérique, dans la partie 'La naissance de l'aviation'.